# 上盧若克
49°21′42″N 23°1′5″E / 49.36167°N 23.01806°E
上盧若克（烏克蘭語：Верхній Лужок），是烏克蘭西部的村莊，隸屬利維夫州的桑比爾區。該村處於德涅斯特河畔，始建於1495年，面積1.44平方公里，2021年人口1,167，人口密度每平方公里844.4人。